# Грб Гамбије
Грб Гамбије је званични хералдички симбол афричке државе Републике Гамбија. Грб се користи од 18. новембра 1964. године.

## Опис
На грбу се налазе два лава. Један држи секиру, а други мотику и придржавају се за штит на коме се налази други пар секире и мотике који су прекрштени. Изнад штита је хералдичка витешка кацига и дрво уљане палме. На дну је исписана национална крилатица: Напредак - мир - просперитет.
Два лава представљају колонијалну историју Гамбије која је била део британске империје. Укрштени секира и мотика представљају важност пољопривреде за Гамбију. Секира и мотика симболишу и два највећа гамбијска народа: Мандика и Фулани. Палмино дрво има велики значај у Гамбији.